# Europese kampioenschappen judo 1960

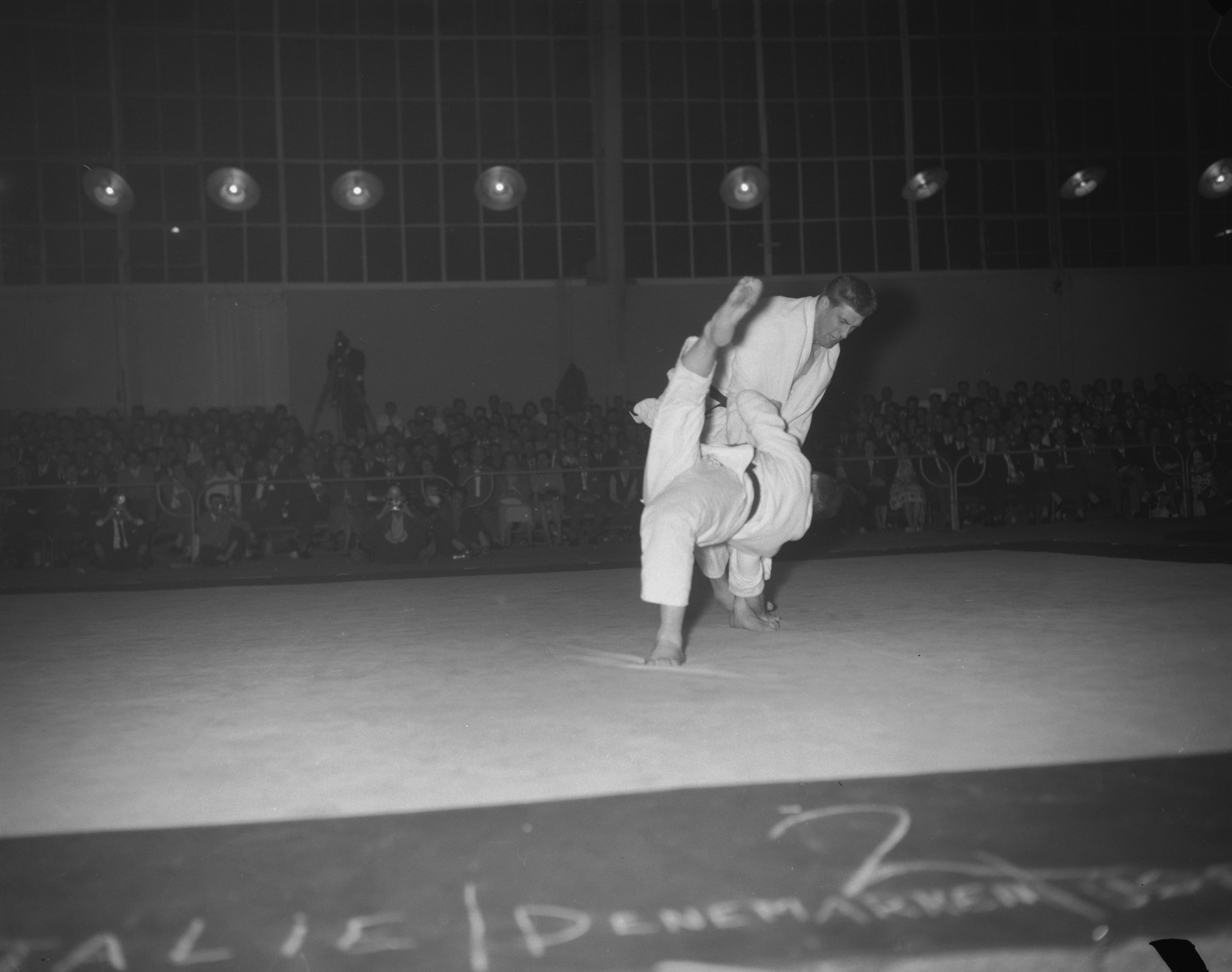
Anton Geesink verslaat de Oostenrijkste judoka Paul Kunisch in de Apollohal op 14 mei 1960.

De Europese kampioenschappen judo 1960 werden van 13 mei tot en met 15 mei 1960 gehouden in Amsterdam, Nederland. De wedstrijden vonden plaats in de Apollohal.

## Resultaten
| Onderdeel | Goud                  | Zilver           | Brons             |
| --------- | --------------------- | ---------------- | ----------------- |
| 1e dan    | Michel Franceschi     | Jacques Le Berre | Iwijne Perdaens   |
| 2e dan    | Jean-Pierre Dessailly | Alphonse Lemoine | Horst Hein        |
| 3e dan    | Théo Guldemont        | Nicola Tempesta  | Gerhards Alpers   |
| 4e dan    | Daniel Outelet        | Tonny Wagenaar   | Hein Essink       |
| – 68kg    | Matthias Schiessleder | Johann Goor      | Koos Bonte        |
| – 80kg    | Heinrich Metzler      | Hein Essink      | Henny van Tergouw |
| + 80kg    | Anton Geesink         | Nicola Tempesta  | Jindrich Kadera   |
| Open      | Anton Geesink         | Nicola Tempesta  | Stojan Stojakovic |

## Medailleklassement
| Plaats | Land                     | Goud | Zilver | Brons | Totaal |
| 1      | Nederland                | 2    | 2      | 3     | 7      |
| 2      | Frankrijk                | 2    | 2      | 0     | 4      |
| 3      | Bondsrepubliek Duitsland | 2    | 1      | 2     | 5      |
| 4      | België                   | 2    | 0      | 1     | 3      |
| 5      | Italië                   | 0    | 3      | 0     | 3      |
| 6      | Tsjecho-Slowakije        | 0    | 0      | 1     | 1      |
| 6      | Joegoslavië              | 0    | 0      | 1     | 1      |
| Totaal | Totaal                   | 8    | 8      | 8     | 24     |